# Joseph Callies
Pour les articles homonymes, voir Callies.
Joseph Callies est un ingénieur et homme d'affaires français, ancien dirigeant de la société informatique Bull.

## Biographie
Né en 1905, ingénieur diplômé de l'École centrale Paris de la promotion 1930, Joseph Callies commence sa carrière chez Sulzer puis continue par un passage dans l'entreprise familiale, les Papeteries Aussedat, en 1932 puis entre en 1936 à la Compagnie des machines Bull, détenue par la famille. Hervé Callies, son cousin, est embauché la même année, comme responsable commercial du secteur bancaire de Bull. Joseph Callies est directeur technique de Bull en 1936, entre au conseil d'administration le 29 juillet 1938.
Lieutenant d'aviation de réserve depuis 1933, il est mobilisé au début de la Seconde Guerre mondiale comme instructeur de navigation à Aulnat. En avril 1940, il est affecté au FA 42 à sa demande. Resté dans la réserve militaire après la guerre, il deviendra capitaine en 1949.
Il devient PDG de 1948 à 1964 après la mort en 1948 de son frère, le PDG Jacques Callies, à qui il succède. Il oriente alors les bureaux d'études vers l'électronique, et s'emploie à développer Bull à l'export.
Lors de l'affaire Bull de 1963, Joseph Callies négocie avec le ministre des finances Valéry Giscard d'Estaing, appuyé par Georges Vieillard, son directeur général, un plan de sauvetage de Bull, qui permet à la société d'échapper à une situation difficile, en raison de lourdes pertes de ses filiales étrangères et de la forte concurrence du géant américain IBM.
Joseph Callies a instauré chez Bull un système de primes pour récompenser l'effort personnel, ne fait imprimer aucun organigramme officiel pour favoriser l’ascension des plus doués, et s'efforce de rendre ses ouvriers fiers de leur travail. Officier de réserve de l'Aviation, alpiniste chevronné et grand sportif, il participait régulièrement au tournoi annuel de tennis de la société Bull, arriva en finale plusieurs fois et le gagna trois fois. La famille Callies était liée à la famille Michelin : 3 frères et sœurs Callies sur 9 ont épousé des Michelin.

## Distinctions
- Officier de la Légion d'honneur (décret du 18 juin 1959)[1]
  -  Chevalier de la Légion d'honneur (décret du 4 janvier 1950)

- Croix de guerre 1939–1945, avec 2 citations[1] :

« Excellent Officier qui a rendu les plus brillants services au cours de la Guerre 39-40.
A pris part à toutes les opérations de la 7e Armée. Par son action personnelle et son élévation d'esprit a été un exemple pour tous et a contribué à maintenir le moral aux heures difficiles de Mai et Juin 1940. »

« Officier d'élite possédant au plus haut point le sens du devoir. A donné à maintes reprises la mesure de son courage, de sa valeur et de son dévouement. Les 15 et 16 Juin 1940; a assuré pendant 30 heures, sans désemparer, sous des bombardements sévères, le passage des éléments du C.A. sur une coupure importante. »